# Peyre Soule
La Peyre Soule (pierre seule en occitan) est l'unique vestige d'une construction mégalithique située à Réaup-Lisse dans le département français de Lot-et-Garonne.

## Description
Le mégalithe est constitué d'un bloc de calcaire de 0,50 m de haut pour 0,90 m de large et épais de 0,50 m. Il fut longtemps signalé à tort comme un menhir. Pourtant des notes manuscrites de Georges Tholin, conservées aux Archives départementales de Lot-et-Garonne, décrivent trois autres orthostates distantes de 3 m, 6,40 m et 8 m selon un alignement orienté à l'est.
Il se pourrait que la Peyre Soule ne soit que l'ultime vestige d'une allée funéraire ruinée, hypothèse qu'avait déjà émise l'abbé Dardy au XIXe siècle. Des fouilles menées au début du XXe siècle y avaient d'ailleurs mis au jour de nombreux ossements humains.